# Lysanias von Kyrene
Lysanias von Kyrene, auch Lysanias Cyrenaeus, (3. Jahrhundert v. Chr.) war ein griechischer Grammatiker.
Wie sein Schüler Eratosthenes wurde Lysanias in Kyrene geboren. Seine Werke sind in Auszügen erhalten. Eine Schrift über griechische Dichter, die mindestens zwei Bücher umfasste, wird von Athenaios (14, 620 c und 7, 304 b) zitiert – es handelt sich hier um Abschnitte über Hipponax und Mnasion. Ferner muss sich Lysanias mit homerischen Problemen befasst haben. Auch Aristarchos, der auf Lysanias’ Erkenntnissen aufbaute, hielt Lysanias wohl für einen Großen seiner Zunft.